# 全姓
全姓是中文姓氏之一，在《百家姓》中排第233位，同時它也是一個朝鮮族姓氏。

## 起源
基本上，“全姓”来源有三种认可的说法： 
1. 全姓的来源最早与周朝的官名有关，根据一些全姓谱牒传载。源于西周，以官职为姓；据《鲒琦亭集·全氏世谱》载，全姓出自泉姓，西周时有泉府之官。按《周礼》属于地官，掌管货币交流和集市贸易。古称钱币为货泉，全府官的后人以职官为姓，遂为泉姓。因泉与全同音，故有的改泉为全，称全氏。
2. 起源于古国名或地名；古有全地（不详，一說是全椒），住在那里的人有的以地名为姓，称全氏。
3. 在清代，爱新觉罗氏郑亲王之后有改姓全者（八大鐵帽子王之一，「上八下王」称全氏）。

历史上，全姓以京兆为郡望，并出现不少著名人物，堂号為绥南堂、钱侯堂。京兆郡：曹魏至隋朝在首都长安設置的直辖区，在今陕西省西安至华县一带。
三国时全琮做了奋威校尉，领东海太守，加绥南将军，封钱塘侯，官终大司马左军师。当代“全姓”又以湖南、河南、浙江三省最为集中。据有关专家研究，三省全姓人口约占全国全姓总人口的3/4。 全姓在大陆和台湾都没有列入百家姓前一百位。

## 遷徙分布

### 中國
全姓先人在漢朝時期主要落籍於浙江錢塘地區，是當地的望族，繁衍到東吳時期，便已經遍布了吳地(今江浙地區)。到了唐朝時期，部分朝鮮全氏族人遷入，大大增加了全氏一族人口。在元、明、清三個朝代，維吾爾族乞台薩理一族，蒙古族杭噶坦氏、布古魯特氏、布忽納惕氏、以及滿清「黃金家族」愛新覺羅·濟爾哈朗一族中又有多人改漢姓為全氏，使全氏真正成為一個多民族的大家族。

### 朝鮮
全姓在朝鮮的分布始於在西漢末期，由於遼東地區亂，全燮遂歸附於遼東的南扶余，後又追隨高句麗創建者東明王朱蒙之子溫祚王，成為後來漢朝屬國百濟的開國功臣，被百濟溫祚王賜地環城（今韓國首爾)，並被封為環城君。（參見漢四郡歷史）傳至全燮的第八代孫全善，又被百濟王封為旌善君，賜地旌善(今韓國旌善郡)。
全燮後裔全洛，在後梁末帝貞明二年至後晉出帝天福八年之間(公元916～943年)成為了高麗朝鮮的開國功臣，被高麗太祖王建賜地天安（今韓國天安市），封為天安君，並賜姓王氏。全洛在自己的邑地內曾致力於推廣漢文化，特別是後來的北宋文化。
全燮的第二十七代孫全公植，封邑桂林(今韓國漢江)。全燮的第二十八代孫全淳，封邑聖山(今韓國京畿道三聖山)。
如今全氏在朝鮮半島人口眾多，除了環城、旌善、天安、桂林、聖山這五個垂直世系的本貫，並在羅城（今朝鮮開城）、扶余（今吉林松原）、成川（今朝鮮成川郡、檜倉郡）、玉山（今韓國玉山前峰）、玉川（今朝鮮羅先市）、完山（今韓國全羅北道完山州）、龍宮（今黑龍江尚志）、竹山（今吉林延邊竹山）、平崗（今吉林長白十八道溝）、合昌（今韓國首爾）等地皆有全燮後裔。
至明、清、民國時期，大批全氏族人因不堪忍受李氏朝鮮的壓迫，紛紛遷回中原，一些被高麗王當年賜姓為王氏者也恢復原本漢姓全氏，世代生息繁衍，形成了今東北三省地區、以及河北、山東、河南、山西、湖北等地區的朝鮮族全氏主源。

## 郡望堂号
京兆郡，堂号：绥南堂、钱侯堂。

## 延伸阅读
[在维基数据编辑]
 《百家姓》
 《欽定古今圖書集成·明倫彙編·氏族典·全姓部》，出自陈梦雷《古今圖書集成》